# Công ước về Quyền trẻ em
Công ước Liên Hợp Quốc về Quyền trẻ em là một công ước quốc tế quy định các quyền dân sự, chính trị, kinh tế, xã hội và văn hóa của trẻ em. Các quốc gia phê chuẩn công ước này chịu ràng buộc của các quy định công ước này theo luật quốc tế. Cơ quan giám sát thi hành công ước này là Ủy ban quyền trẻ em Liên Hợp Quốc bao gồm các thành viên từ các quốc gia trên khắp thế giới. Mỗi năm 1 lần, ủy ban này để trình bày một bản báo cáo cho Ủy ban thứ ba của Đại Hội đồng Liên Hợp Quốc, và cũng nghe chủ tịch ủy ban công ước này báo cáo, và Đại hội đồng ra 1 nghị quyết về xóa
Các quốc gia đã phê chuẩn công ước này phải báo báo trước Ủy ban về quyền trẻ em Liên Hợp Quốc theo định kỳ để ủy ban này kiểm tra việc quá trình tiến triển trong việc thực thi công ước và tình trạng quyền trẻ em ở quốc gia đó.
Tất cả các quốc gia thành viên Liên Hợp Quốc, ngoại trừ Hoa Kỳ , đều đã phê chuẩn công ước này. Đại Hội đồng Liên Hợp Quốc đã phê chuẩn bản công ước này vào luật quốc tế trong một nghị quyết tư vấn vào ngày 20 tháng 11 năm 1989; bản công ước này bắt đầu có hiệu lực từ ngày 2 tháng 9 năm 1990 sau khi đã được số quốc gia phê chuẩn theo quy định. Theo công ước này, trẻ em là người có độ tuổi từ 16 tuổi trở xuống, ngoại trừ độ tuổi khác theo quy định của luật pháp một số nước trên thế giới.
Chính phủ Mỹ đã đóng một vai trò tích cực trong việc soạn thảo và ký Công ước vào 16 tháng 2 năm 1990, nhưng không phê chuẩn Công ước cùng với Somalia. Điều này là do phe đối lập đối với Công ước đã chống lại việc phê chuẩn xuất phát chủ yếu từ phe bảo thủ chính trị và tôn giáo. Ví dụ, Quỹ Heritage thấy công ước đe dọa kiểm soát quốc gia về chính sách trong nước. Các nhóm khác cũng phản đối nó, chẳng hạn như Hiệp hội các trường pháp lý Quốc phòng lập luận rằng Công ước đe dọa giáo dục tại gia, và quyền của cha mẹ các nhóm, những người cho rằng Công ước sẽ chồng lên gần như tất cả các luật trong nước về trẻ em và gia đình. Tổng thống Barack Obama đã mô tả việc không phê chuẩn Công ước là "xấu hổ" và đã hứa sẽ xem xét việc này.
Việt Nam là nước đầu tiên ở châu Á và nước thứ 2 trên thế giới phê chuẩn công ước của Liên hiệp quốc về Quyền trẻ em vào ngày 20 tháng 2 năm 1990. Và đối với Việt Nam, những người có độ tuổi dưới 16 tuổi được coi là trẻ em.
Tuy nhiên, tình hình lao động trẻ em tại Việt Nam đang ở mức báo động. Theo thống kê của Bộ Lao động Thương binh và Xã hội, trong năm 2008, cả nước có 26.027 trẻ em phải tham gia vào các hình thức lao động. Nếu thống kê từ năm 2006 thì đã có khoảng 930.000 lao động trẻ em tham gia các hoạt động kinh tế. Một báo cáo chi tiết về tình trạng sử dụng lao động trẻ em được khảo sát tại 8 tỉnh, thành và 3 làng nghề vừa được Viện Khoa học lao động và xã hội công bố cũng đã khiến nhiều người phải giật mình. Kết quả khảo sát cho thấy gần 45% trẻ em phải làm việc trong điều kiện không đảm bảo về nhiệt độ, ánh sáng; gần 40% phải làm việc trong môi trường có nồng độ bụi cao ảnh hưởng đến sức khỏe và trên 27% bị ảnh hưởng của hóa chất độc, ô nhiễm không khí, hơi, khí độc hại nơi làm việc.

## Nội dung chính
Điểm chính của Công ước Quốc tế về Quyền Trẻ em 1989 yêu cầu:
| “ | Các quốc gia thành viên phải bảo đảm cho trẻ em có đủ khả năng hình thành quan điểm riêng của mình, được quyền tự do phát biểu những quan điểm đó về mọi vấn đề tác động đến trẻ em, và những quan điểm của trẻ em phải được coi trọng một cách thích đáng, tương ứng với độ tuổi và mức độ trưởng thành của trẻ em. | ” |

Trong văn bản gốc có đến 54 điều và 29 quyền trong một ngôn ngữ rất phức tạp và chắc chắn không dễ hiểu với trẻ. UNICEF, tổ chức về quyền trẻ em của Liên Hợp Quốc, tóm lược văn bản 20 trang này trong 10 quyền cơ bản:
- Quyền được đối xử bình đẳng và bảo vệ chống lại sự kỳ thị phân biệt tôn giáo, nguồn gốc và bình đẳng giới;
- Quyền có tên gọi và quốc tịch;
- Quyền về sức khỏe và y tế;
- Quyền được giáo dục và đào tạo;
- Quyền giải trí, vui chơi và tiêu khiển;
- Quyền tự tìm hiểu thông tin, quyền phát biểu, quyền được lắng nghe và tụ họp;
- Quyền riêng tư và sự giáo dục không bạo lực trong ý nghĩa của bình đẳng và hòa bình;
- Quyền được trợ giúp ngay lập tức trong trường hợp khẩn cấp và thảm họa, và được bảo vệ khỏi sự tàn ác, bỏ bê, lạm dụng, khai thác và bách hại;
- Quyền có 1 gia đình, được sự chăm sóc của cha mẹ và có một chỗ trú ngụ an toàn;
- Quyền được chăm sóc cho trẻ em khuyết tật.

Trong thực tế điều này có nghĩa rằng trẻ em có quyền được sống trong 1 môi trường an toàn mà không bị phân biệt đối xử. Trẻ em có quyền tiếp cận nước, thức ăn, được chăm sóc y tế, giáo dục và có tiếng nói trong các quyết định có ảnh hưởng đến hạnh phúc, phúc lợi của trẻ.